# Outmatched
Outmatched (auch outmatched), in Deutschland Outmatched – Allein unter Genies, ist eine US-amerikanische Sitcom von Lon Zimmet für die Fox Broadcasting Company. Die Erstausstrahlung in den USA war am 23. Januar 2020. Im Mai 2020 stellte Fox die Sendung nach einer Staffel ein. In Deutschland war die Erstausstrahlung am 4. Januar 2021 auf ProSieben.
Im Mai 2020 setzte Fox die Serie nach einer Staffel ab.

## Handlung
Die Serie handelt von einem Paar in Atlantic City, das versucht, Kinder großzuziehen – drei davon sind Genies.

## Charaktere

### Hauptcharaktere
- Mike, Kays Ehemann und ein Bauunternehmer.
- Kay, Mikes Frau und Pitboss in einem örtlichen Casino.
- Nicole, Mike und Kays ältere begabte Tochter.
- Brian, Mike und Kays ältester begabter Sohn.
- Marc, Mike und Kays jüngerer begabter Sohn, der gerade erst als Genie zertifiziert wurde.
- Leila, Mike und Kays jüngste Tochter, die angeblich nicht begabt ist und daher als die „Normale“ gilt.
- Rita, eine Blackjack-Dealerin und Kays beste Freundin.
- Irwin, Mikes bester Freund und Ritas Ehemann.

### Wiederkehrende Charaktere
- Jay Bennett, Mikes Vater und Sylvias Mann.
- Sylvia Bennett, Mikes Mutter und Jays Frau.
- Beth, Atticusʼ Mutter mit mehreren tierischen Sinnen.
- Sigmund, Atticusʼ Vater, der Inlineskaten liebt.

## Besetzung und Synchronisation
Die deutsche Synchronisation fand bei Scalamedia in Berlin unter der Dialogregie von Sven Hasper bei Dialogbüchern von Gabrielle Pietermann statt.
| Charakter      | Schauspieler          | dt. Synchronsprecher |
| -------------- | --------------------- | -------------------- |
| Mike           | Jason Biggs           | Kim Hasper           |
| Kay            | Maggie Lawson         | Nicole Hannak        |
| Nicole         | Ashley Boettcher      | Magdalena Montasser  |
| Brian          | Connor Kalopsis       | Christian Zeiger     |
| Marc           | Jack Stanton          | Joshua Waga          |
| Leila          | Oakley Bull           | Hedwig Krämer        |
| Rita           | Tisha Campbell-Martin | Svantje Wascher      |
| Irwin          | Finesse Mitchell      | Florian Hoffmann     |
| Jay Bennett    | Tony Danza            | Erich Räuker         |
| Sylvia Bennett | Caroline Aaron        |                      |
| Beth           | Alyson Hannigan       | Marie Bierstedt      |
| Sigmund        | Eddie Kaye Thomas     | Julien Haggège       |

## Produktion

### Entwicklung
Am 23. Januar 2019 wurde bekannt gegeben, dass Fox der Produktion mit dem Titel Geniuses eine Zusage zur Produktion eines Pilotfilms erteilt hatte. Die Serie wurde von Lon Zimmet geschrieben, der auch als Executive Producer tätig war. Zu den am Pilotfilm beteiligten Produktionsfirmen gehören Fox Entertainment und Disneys 20th Century Fox Television. Das Netzwerk hat der Serie am 9. Mai 2019 grünes Licht gegeben und den Titel zu Outmatched geändert. Einige Tage später wurde bekannt gegeben, dass die Serie im Winter 2019–2020 in der Zwischensaison Premiere haben wird. Am 19. Mai 2020 stellte Fox die Serie nach nur einer Staffel ein.

### Casting
Im Februar 2019 wurde bekannt gegeben, dass Maggie Lawson und Jason Biggs in den Hauptrollen der Serie besetzt werden. Tisha Campbell wurde im März 2019 als Ergänzung des Casts bekanntgeben. Im Dezember wurde Finesse Mitchell als Hauptdarsteller bekannt gegeben, der erstmals in der zweiten Folge auftreten sollte.
Am 10. Januar 2020 wurde berichtet, dass Tony Danza als Vater von Biggs Charakter in der Serie einen Gastauftritt haben würde. Am 6. Februar wurde bekannt gegeben, dass Biggs in einer Episode auf seine American-Pie-Co-Stars Alyson Hannigan und Eddie Kaye Thomas treffen wird.

## Rezeption
Bei Rotten Tomatoes hatte die Serie in den USA eine Zustimmungsrate von 22 % basierend auf 9 Bewertungen, mit einer durchschnittlichen Bewertung von 3/10. Bei Metacritic hat es eine durchschnittliche Punktzahl von 33 von 100 basierend auf 4 Bewertungen, was auf „allgemein ungünstige Bewertungen“ hinweist.
Laut Nielsen Media Research belegte die Serie mit durchschnittlich 3,25 Millionen Zuschauern in der Sendesaison in den USA den 97. Platz.

## Episodenliste
Die Sendung wurde nach einer Staffel abgesetzt. Die erste und einzige Staffel beinhaltete insgesamt 10 Episoden, welche 2020 auf dem US-amerikanischen Sender Fox liefen. Ihre deutsche Erstausstrahlung hatte die Staffel 2021 auf dem Sender ProSieben.
| Nr. | Deutscher Titel                       | Originaltitel    | Erstausstrahlung USA | Deutschsprachige Erstausstrahlung (2021) | Regie            | Drehbuch                             |
| --- | ------------------------------------- | ---------------- | -------------------- | ---------------------------------------- | ---------------- | ------------------------------------ |
| 1 | Der ganz normale Wahnsinn             | Pilot            | 23. Jan. 2020        | 4. Jan. 2021                             | Jonathan Judge   | Lon Zimmet                           |
| Mike und Kay Bennett leben mit ihren vier Kindern in einem Haus, von denen drei (Brian, Nicole und Marc) ein sehr hohes IQ besitzen. Kay hat Angst, dass ihr Mangel an sozialen Fähigkeiten es ihnen unmöglich machen wird, ein normales Leben zu führen. Sie und Mike beschließen daher, die Kinder auf einen Ausflug zur Promenade mitzunehmen. Leider besteht Brian darauf, seinen nerdigen 35-jährigen Freund mitzubringen, Nicole weigert sich zu gehen, nachdem sie erfahren hat, dass sie einen niedrigeren IQ als ihr Bruder hat, und Marc verwüstet das Haus für ein „Experiment“. Kay hat genug und Mike tritt ein und sagt den Kindern, dass er von ihnen enttäuscht ist. Das vierte Kind, Leila, lügt und erzählt ihren Geschwistern, dass Kay zu ihrem Geburtstag etwas Besonderes machen wollte. Die Kinder veranstalteten eine kleine Geburtstagsparty. |                                       |                  |                      |                                          |                  |                                      |
| 2 | Das erste Level                       | The Talk         | 30. Jan. 2020        | 4. Jan. 2021                             | Betsy Thomas     | Lon Zimmet                           |
| Als Mike und Kay Brian beim 3D-Druck einer künstlichen Herzklappe finden, verwechseln sie diese mit einer Vagina. Sie versuchen, Brian und Nicole über Sex aufzuklären, aber es geht schief und die Kinder geben ihnen stattdessen das Gespräch. Danach sind Nicole und Brian überzeugt, dass sie alt genug sind, um Sex zu haben. Brian druckt ein 3D-Gesicht, um das Küssen zu üben. Nicole hat potenzielle Jungs, die ihr erster Kuss sein könnten, ausgesucht, aber wegen eines Gesprächs mit Leila macht sie sich Sorgen, dass sie schlecht darin sein wird. Sie versucht das Küssen auf dem 3D-Gesicht ihres Bruders zu üben, aber er will das nicht. Als Kay und Mike sie dabei erwischen, wie sie darüber streiten, helfen sie ihren Kindern zu erkennen, dass es keinen Grund zur Eile gibt und sie warten sollten, bis sie bereit sind.                      |                                       |                  |                      |                                          |                  |                                      |
| 3 | Der Besuch der Großeltern             | Grandparents     | 6. Feb. 2020         | 11. Jan. 2021                            | Betsy Thomas     | Dan Rubin                            |
| Mikes Eltern besuchen die Familie; Sein Vater Jay kritisiert seinen Sohn weiterhin dafür, dass er seine Kinder nicht richtig großgezogen hat, während Kay sich mit seiner überheblichen Mutter Sylvia auseinandersetzen muss. Jay ist es peinlich, dass Brian nicht fahren kann und ignoriert Mikes Beharren darauf, dass er derjenige ist, der ihn unterrichtet im Autofahren. Sylvia hilft Nicole dabei, sich neu zu stylen, was Kay verärgert, da sie sich ausgeschlossen fühlt. Als Jay einen Herzinfarkt vortäuscht, damit Brian Autofährt, haut Brain ab und Mike und Jay suchen ihn. In der Familie gab es danach Streit. Brian beschließt, mit dem Fahrrad fahren zu lernen. |                                       |                  |                      |                                          |                  |                                      |
| 4 | Einer muss der Böse sein              | Bad Guy          | 13. Feb. 2020        | 11. Jan. 2021                            | Victor Gonzalez  | Mathew Harawitz                      |
| Nicole und Brian sind von den strengen Regeln ihrer Eltern genervt und bitten um Erlaubnis, in ihre eigene Wohnung einziehen zu dürfen. Mike weigert sich, gibt dann aber nach und erlaubt es, weil er befürchtet, nicht gemocht zu werden. Kay muss zu Leilas Schule gehen, um eine Spendenaktion für Popcorn zu machen, wo Rita sie dazu bringt, sich gegen Kourtney, die verbal missbräuchliche Organisatorin, zu stellen. Die Spendenaktion fällt schnell auseinander und Kay und Leila müssen das Popcorn selbst fertig machen. Mike fordert seine Kinder auf, 15.000 US-Dollar zu verdienen, bevor er die Wohnung erlaubt, aber das geht schief und sie schaffen es nicht. Nicole und Brian geben zu, dass sie einen Fehler gemacht hatten. |                                       |                  |                      |                                          |                  |                                      |
| 5 | Das Date                              | Dating           | 20. Feb. 2020        | 18. Jan. 2021                            | Jonathan Judge   | Heather MacGillvray & Linda Mathious |
| Nicole geht mit Tyler, einem älteren Jungen, aus, der Kay an all ihre ehemaligen Freunde erinnert, mit denen sie in der High School ausgegangen ist. Sie hat Angst, dass Nicole dasselbe passieren wird, und beschließt, Tyler und Nicole auseinanderzubringen. Mike entdeckt, dass Marc sich ungewöhnlich für ein Gemälde im örtlichen Museum interessiert. Sein Sohn fordert ihn auf, mit dem Gemälde zu sprechen, was er dann auch tut. Er spricht dann auch mit dem Gemälde. Kay und Nicole streiten sich darüber, was gut für sie ist, und Nicole beleidigt ihre Mutter, wofür sie Ärger bekommt. Am nächsten Tag erfährt Kay, dass Tyler Nicole tatsächlich betrogen hat, und hilft ihr dabei, mit ihm abzuschließen, indem sie ihre beiden Töchter mitnimmt, um Toilettenpapier in sein Haus zu werfen.                                                         |                                       |                  |                      |                                          |                  |                                      |
| 6 | Der Mobber fällt nicht weit vom Stamm | Bullying         | 27. Feb. 2020        | 18. Jan. 2021                            | Betsy Thomas     | Lon Zimmet                           |
| Marc bekommt eine Strafe, weil er seinen Klassenlehrer schikaniert hat. Mike und Kay bewerben sich bei einer örtlichen Charterschule und denken, dass dies für ihn besser geeignet wäre. Der Schulverwalter, Dr. Walker, weigert sich jedoch, Marc zuzulassen, weil Kay ihn in der High School gemobbt hat. Kay lädt ihn zum Abendessen ein, um die Dinge zu klären, stellt jedoch fest, dass sie nicht nur nicht bereit ist, sich zu entschuldigen, sondern dass ihre eigenen Kinder jetzt das gleiche Mobbing-Verhalten nachahmen. Als Walker verlangt, dass Kay sich entschuldigt und sie beleidigt, treten Marc und seine Geschwister für ihre Mutter ein und vertreiben ihn. Marc informiert seine Eltern, dass er sich bei seinem Lehrer entschuldigen wird, um zu beweisen, dass er ein besserer Mensch sein kann.                                              |                                       |                  |                      |                                          |                  |                                      |
| 7 | Gescheitertes Scheitern               | Failing          | 5. März 2020         | 25. Jan. 2021                            | Michael McDonald | Seth Raab & Nicholas Darrow          |
| Irwin warnt Mike und Kay, dass Nicole eine Perfektionistin ist, die nie an irgendetwas gescheitert ist, und nicht darauf vorbereitet ist im Leben zu versagen. Als Reaktion darauf beschließen sie, sie in einem Wettbewerb des Casinos aufzunehmen, da sie glauben, dass sie auf keinen Fall gewinnen kann. Nicole gewinnt jedoch, allerdings wollte Nicole verlieren. Kay und Mike nutzen die Gelegenheit, um ihr beizubringen, dass Misserfolg tatsächlich gut sein kann, da Verlierer Dinge tun können, die „Gewinner“ nicht können. Brian willigt ein, nur mit Leila zu spielen, weil er glaubt, dass er dadurch lernen kann, wie man Marc beim Schach schlägt. Letztendlich merkt er, dass er lieber mit seiner Schwester spielt als mit seinem ständigen Bedürfnis, seine Geschwister zu überstrahlen.                                                          |                                       |                  |                      |                                          |                  |                                      |
| 8 | Neue beste Freunde                    | Couple's Friends | 12. März 2020        | 25. Jan. 2021                            | Betsy Thomas     | Nicole Sun                           |
| Mike und Kay werden von Rita und Irwin ausgeschlossen. Sie veranstalten eine Party für ihre anderen Freunde. Zum Ausgleich beschließen sie, sich mit Beth und Sigmund anfreunden, zwei Eltern, die sich auf die Bedürfnisse ihres Sohnes Atticus, Nicole und Brians Partner auf der Wissenschaftsmesse, konzentrieren. Kay lädt ihre neuen Freunde ein und sie betrinken sich. Leider trinken Beth und Sigmund zu viel und folglich sind Brian, Atticus und Nicole gestört. Sigmund und Beth können sie nicht zur Wissenschaftsmesse fahren. Um die Dinge mit ihren Kindern zu regeln, beenden Mike und Kay ihre neue Freundschaft und gehen stattdessen zu Rita und Irwins Party. |                                       |                  |                      |                                          |                  |                                      |
| 9 | Der Rückzugsort                       | Black Mold       | 19. März 2020        | 1. Feb. 2021                             | Victor Gonzalez  | Caroline Fox & Mariah Smith          |
| Da der Keller wegen eines Schimmelpilzbefalls gereinigt werden muss, sind Mike und Kay sehr genervt. Nicole und Brian besorgen ihnen ein Zimmer im Casino, damit sie sich entspannen können, während sie sich um das Haus kümmern. Sie vermasseln es allerdings schnell, da sie versehentlich Marc und Leila Koffein geben und dann müssen sie das Haus verlassen, weil jemand einbricht. Kay und Mike müssen auch kurz ihr Zimmer verlassen, um dann festzustellen, dass es einem älteren Ehepaar gegeben wurde. Danach trifft sich die Familie auf einem Parkplatz und sie fahren nach Hause. |                                       |                  |                      |                                          |                  |                                      |
| 10 | Die Geburtstagsenthüllung             | Royal Rumble     | 26. März 2020        | 1. Feb. 2021                             | Anthony Rich     | Carson Brand & Hannah Levitan        |
| Kay und Mike haben Leila und Marc angelogen, da sie behaupteten, sie hätten am selben Tag Geburtstag, um nur eine Party machen zu müssen. Als Entschuldigung organisieren Kay und Mike eine Entschuldigungsparty für Leila, die sie allerdings nicht wirklich interessiert. Nicole und Brian sind besorgt aufgrund des Testaments und der dort festgelegten Pflegeeltern. Leila ist auch begabt, aber sie hat ihre Talente vor Mike und Kay versteckt, indem sie vorgab, dumm zu sein. Sie sagt Irwin, dass sie ihr verborgenes Talent geheim hält, damit ihre ahnungslosen Eltern sie weiterhin als ihr liebstes und einziges normales Kind behandeln. |                                       |                  |                      |                                          |                  |                                      |

## Sonstiges
- Das in der Folge Dating gezeigte Gemälde Katherine holding ham hat den Hintergrund des Gemäldes Mona Lisa von Leonardo da Vinci.